# Dorymyrmex thoracicus
Dorymyrmex thoracicus é uma espécie de formiga do gênero Dorymyrmex.